# آرثر دبليو. فان هورن
آرثر دبليو. فـان هورن (بالإنجليزية: Arthur W. Van Horn)‏ هو مهندس معماري أمريكي، ولد في 1860، وتوفي في 1931.